# Gaele van der Kooij
Gaele van der Kooij (Wommels, 11 juli 1906 - Scharnegoutum, 13 juli 1944) was een Nederlands handelsreiziger en collaborateur ten tijde van de Tweede Wereldoorlog.  

## Geschiedenis
Van der Kooij werd in Wommels geboren als zoon van de fabriekswerkman Jan van der Kooij en van Nieskje Sipkema. Hij was getrouwd met Zwaantje Muizelaar. Van der Kooij was tijdens de Tweede Wereldoorlog lid van het Nationalsozialistisches Kraftfahrkorps. Als collaborateur was hij op de hoogte van vele zaken binnen het verzet in de omgeving van Sneek. Dat kwam doordat tijdens een vergadering van het verzet in een woning aan de Parallelweg was gezien dat hij daar afluisterde. Daarnaast werd hij betiteld als politiek onbetrouwbaar en werkte hij als chauffeur voor de Duitse bezetter. Al langere tijd werd hij hierdoor het verzet in de gaten gehouden. Uiteindelijk werd besloten dat hij te veel informatie had en dat de kans dat Van der Kooij mensen ging verraden te groot werd. Hierop ging het verzet in Sneek over tot actie.
Van der Kooij werd hierop  op 12 juli 1944 ontvoerd door een knokploeg. Tijdens de overval werd hij aangeschoten en door de KP een auto op de Kerkhoflaan in gesleurd. Hierna werd hij vervoerd naar een boerderij in Scharnegoutum, deze boerderij vormde het huis voor veel onderduikers en gecrashte geallieerde piloten. Omdat de gewonde Van der Kooij niet spraakzaam of behulpzaam was en het verzet hier met hem opgescheept zat, werd hij de volgende dag doodgeschoten. Hij overleed op 13 juli omstreeks drie uur 's middags te Scharnegoutum op 38-jarige leeftijd.
Als vergelding voor deze moord nam de Duitse bezetter wraak door verschillende Snekers te liquideren in de nacht van 13 op 14 juli 1944. Deze nacht wordt de Sneker Bloednacht genoemd.
Het verslag van de liquidatie van Van der Kooij en de daarop volgende vergeldingsactie verscheen enkele dagen later in de illegale pers.